# Ириней (Верикакис)
Епи́скоп Ирине́й (греч. Επίσκοπος Ειρηναίος, в миру Иоа́ннис Верика́кис, греч. Ιωάννης Βερυκάκης; род. 1973, Ханья) — архиерей Константинопольской православной церкви, епископ Евменийский (с 2019), викарий патриарха Константинопольского.

## Биография
В 1997 году он стал монахом в монастыре святого Георгия в Кариди-Апокоронасе. В том же году он был рукоположен в сан диакона митрополитом Кидонийским и Апокороносским Иринеем (Афанасиадисом). В 1999 году он окончил кафедру пастырского и социального богословия богословской школы в Салониках. В 2000 году он был рукоположен в сан пресвитера тем же митрополитом. В 2005—2019 годы служил настоятелем монастыря Гувернето в Ханье.
16 октября 2019 года являлся одним из кандидатов при выборах викарного епископа для Критской архиепископии.
27 ноября 2019 года Священным синодом Константинопольской православной церкви был избран для рукоположения в сан епископа Евменийского, викария патриарха Константинопольского.
8 декабря 2019 года в Георгиевском патриаршем соборе был рукоположен в сан епископа Евменийского. В хиротонии участвовали: патриарх Константинопольский Варфоломей, архиепископ Критский Ириней (Афанасиадис), митрополит Иконийский Феолипт (Фенерлис), митрополит Аркалохорийско-Кастеллийский и Вианосский Андрей (Нанакис), митрополит Кисамосский и Селинский Амфилохий (Андроникакис), митрополит Кидонийский и Апокоронский Дамаскин (Папаяннакис), митрополит Галлиопольский и Мадитский Стефан (Динидис), митрополит Глифадский Антоний (Аврамиотис) (Элладская православная церковь), митрополит Силиврийский Максим (Вгенопулос), митрополит Иерапитнийский и Ситийский Кирилл (Диамандакис) и архиепископ Катарский Макарий (Маврояннакис) В богослужении участвовал игумен афонского Ватопедского монастыря архимандрит Ефрем (Куцу).
17 ноября 2023 года Священный синод Константинопольского патриархата наложил на него наказание в виде временного пребывания в монастыре Гувернето – Владычицы Ангелов, который расположен в номе Ханья, а 26 февраля 2024 года эта епитимья была окончена. 

## Труды
- Ειρηναίος Βερυκάκης, Αρχιμανδρίτης. Μοναστική ζωή και παράδοση. — Ιερά Μονή Ζωοδόχου Πηγής - Χρυσοπηγής, 2011. — 468 p. — ISBN 978-960-99691-2-3.